# Локалитет у центру Малишева
Локалитет у центру Малишева је археолошко налазиште на територији општине Ораховац. Период градње је између 900. и 500. године п. н. е.
Налазиште се налази у центру Малишева, где је утврђено постојање делимично оштећеног тумула. На овом локалитету није вршено систематско истраживање.